# Heterocerus fusculus
Heterocerus fusculus är en skalbaggsart som beskrevs av Ernst Hellmuth von Kiesenwetter 1843. Heterocerus fusculus ingår i släktet Heterocerus, och familjen strandgrävbaggar. Arten är reproducerande i Sverige.